# Geissaspis psittacorhyncha
Geissaspis psittacorhyncha är en ärtväxtart som först beskrevs av Philip Barker Webb, och fick sitt nu gällande namn av Paul Hermann Wilhelm Taubert. Geissaspis psittacorhyncha ingår i släktet Geissaspis och familjen ärtväxter. Inga underarter finns listade i Catalogue of Life.